# Atentado do Metro de Minsk de 2011

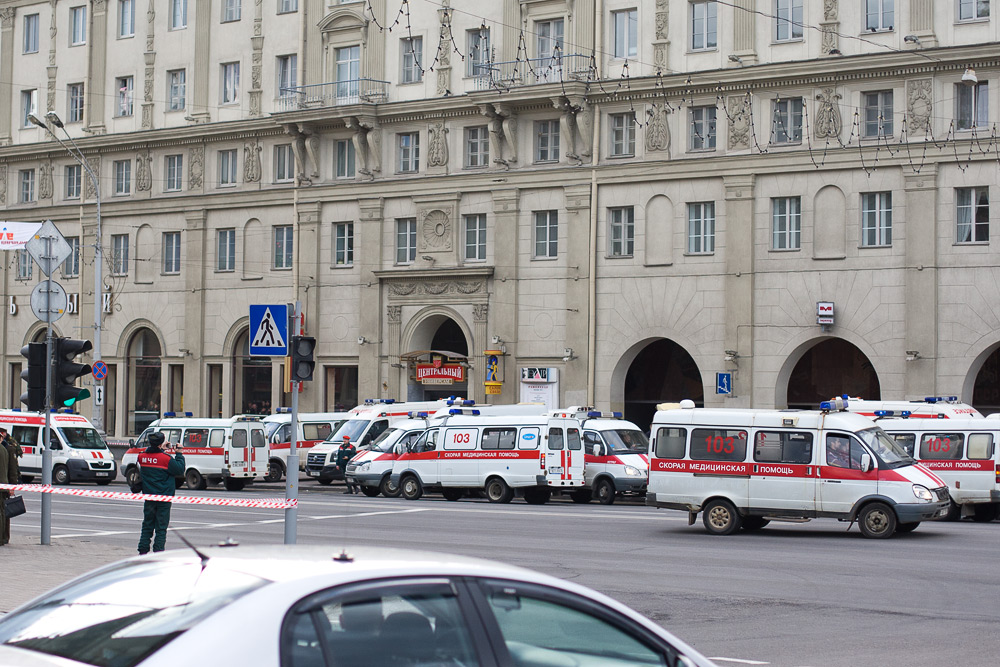
Serviços de emergência fora da estação Kastryčnickaja

O atentado do Metro de Minsk é um acontecimento em que um explosivo acabou com a vida de 15 pessoas no Metro de Minsk, na Bielorrússia. A explosão teve lugar na Estação de Oktiabrskaya cuja parada enlaça com as linhas 1 e 2. As primeiras hipóteses recolhidas pela imprensa apontaram a um atentado.

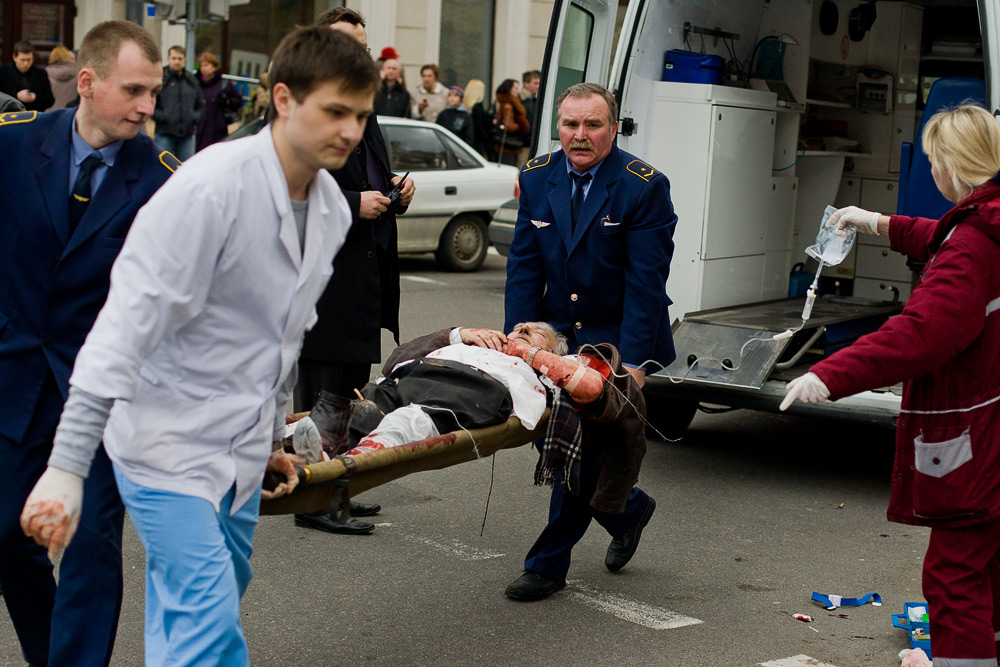
Uma vítima ferida sendo evacuada

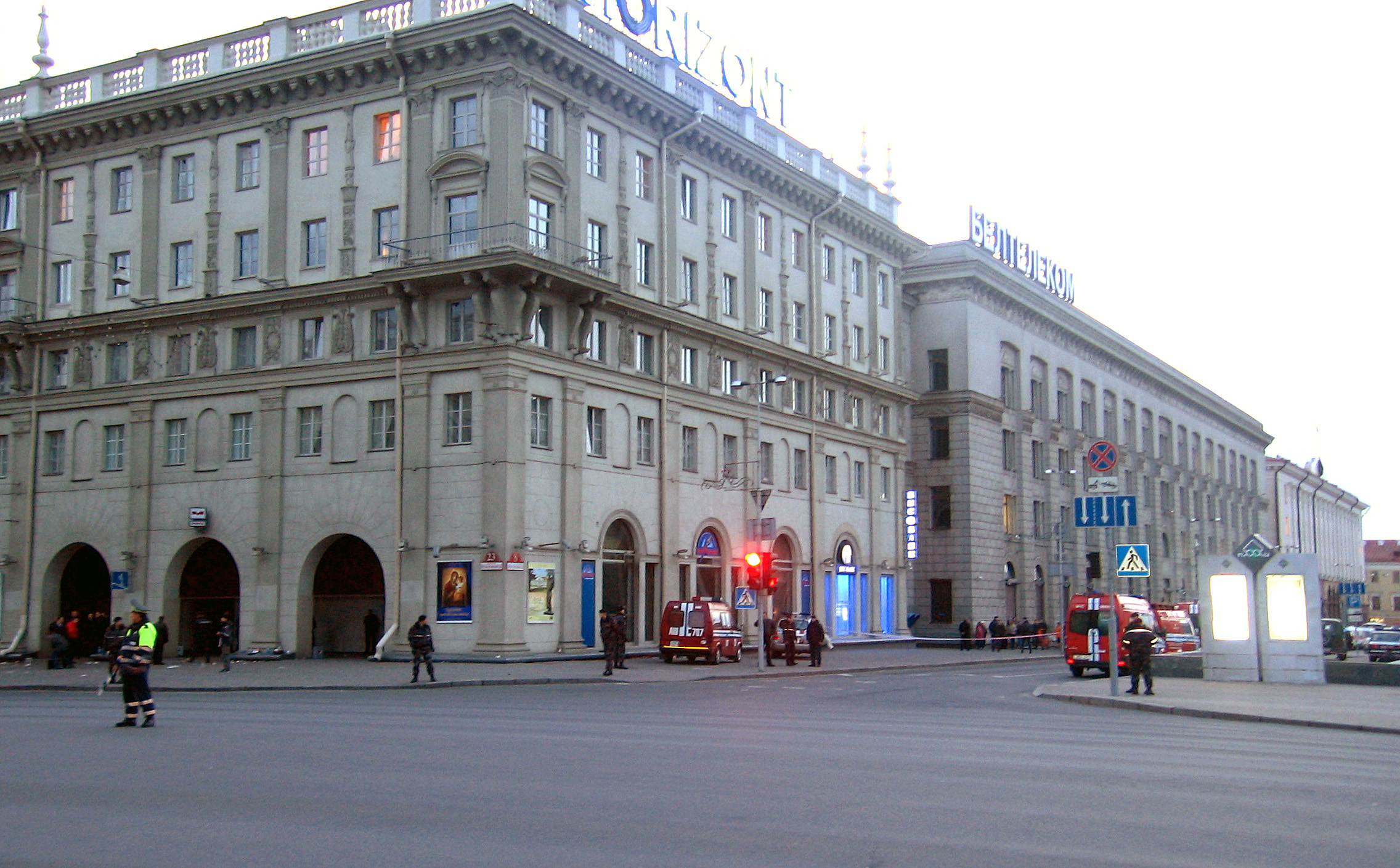
Área isolada duas horas após o ataque

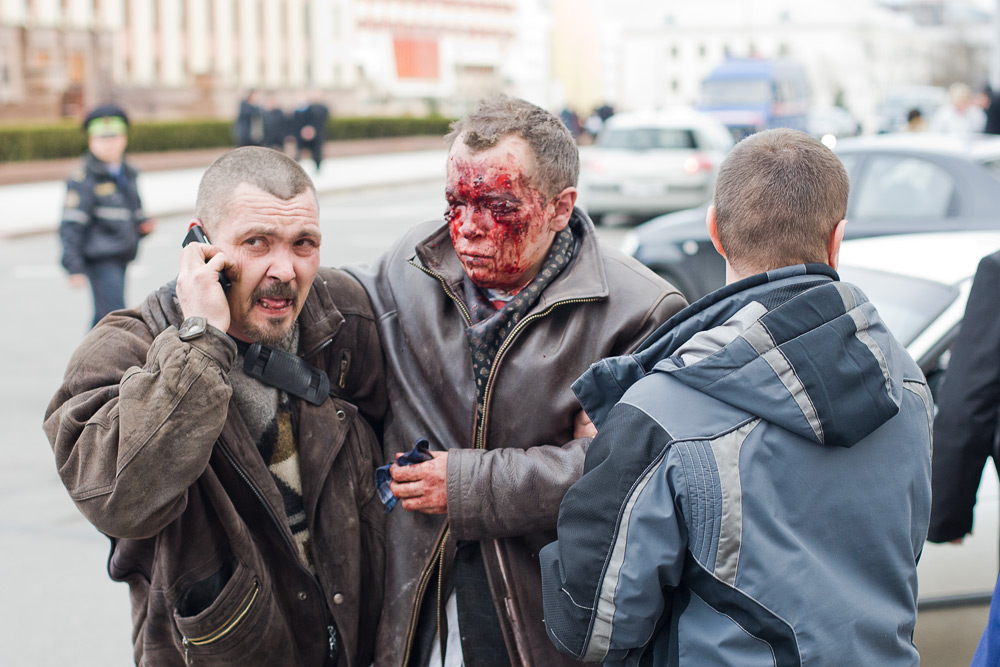
Homem ferido na explosão

Ainda que num primeiro momento desconheciam-se as causas, no lugar da explosão encontraram-se restos de fragmentos de explosivos. O Presidente Aleksandr Lukashenko declarou que o objetivo da explosão era afetar a "tranquilidade e a estabilidade" e apontou a movimentos estrangeiros como possíveis responsáveis, ainda que também tenha ordenado uma investigação exaustiva. A promotoria iniciou uma investigação criminosa e qualificaram o acontecimento como ataque terrorista. A explosão ocorreu para perto de a residência presidencial de Aleksandr Lukashenko.
Segundo o presidente da companhia metropolitana, a explosão produziu-se às 17h56 hora local. Mais tarde anunciaria que tudo se produziu pela detonação de um artefacto desconhecido. Os afectados pela explosão foram transladados a vários hospitais clínicos da capital. O tráfico também se viu prejudicado na Avenida da Independência afectando só aos automóveis. Os passageiros das estações metropolitanas de Ploshcha Yayuba Kolasa e Ploshcha Lenina tiveram proibida a entrada ao metro.
Dois suspeitos presos em 13 de abril confessaram o atentado, de acordo com o procurador-geral adjunto da Bielorrússia, Andrei Shved. De acordo com ele, eles também se confessaram culpados de ataques anteriores na Bielorrússia, mas os motivos permanecem obscuros.

## Vítimas
As vítimas feridas foram internadas em cinco hospitais em Minsk. Entre os feridos, 22 estavam em estado grave, um deles morreu no hospital.  Outros 30 sofreram lesões de gravidade moderada. 
| Nacionalidade | Mortos | Feridos |
| ------------- | ------ | ------- |
| Bielorrússia  | 15     | 195     |
| Rússia        | 0      | 5       |
| Armênia       | 0      | 1       |
| Turcomenistão | 0      | 1       |
| Ucrânia       | 0      | 1       |
| Total         | 15     | 203     |

Um dia nacional de luto foi declarado para 13 de abril de 2011. Fitas pretas foram anexadas às bandeiras e todos os eventos de entretenimento foram cancelados.

## Execução dos condenados
Tanto Kavalyou quanto Kanavalau foram executados a tiros em algum momento do início de março de 2012. A hora e o local exatos das execuções dos condenados foram mantidos em segredo. Em 15 de março de 2012, o Parlamento Europeu aprovou uma resolução condenando o governo bielorrusso por implementar a pena de morte. O serviço de imprensa do Ministério das Relações Exteriores da Bielorrússia afirmou que a resolução indica uma grave interferência nos assuntos internos do país. Em 17 de março de 2012, a mãe de Vlad Kavalyou foi informada. Ela recebeu uma notificação dizendo que a execução de seu filho havia sido realizada.